# Surfwise
Pour plus de détails, voir Fiche technique et Distribution.
Surfwise est un documentaire américain réalisé par Doug Pray en 2007.

## Synopsis
En 1956, le Docteur Paskowitz avait tout réussi : médecin renommé, sportif accompli, il faisait même ses débuts dans la politique locale à Hawaï. Bref, c'était le parfait exemple du rêve américain. Ou du moins le croyait-il, jusqu'à LA révélation...

## Fiche technique
- Titre : Surfwise
- Réalisation et scénario : Doug Pray
- Musique : John Dragonetti
- Photographie : David Homcy
- Montage : Lasse Järvi
- Production : Graydon Carter, Tommy Means, Jonathan Paskowitz, Sharon Shamir et Matt Weaver
- Société de production : Consolidated Documentaries, HDNet Films, Mekanism et Prospect Pictures
- Société de distribution : Eurozoom (France) et Magnolia Pictures (États-Unis)
- Pays :  États-Unis
- Genre : Documentaire
- Durée : 93 minutes
- Date de sortie : 8 juillet 2009 en  France

## Distribution
- Salvador Paskowitz : lui-même